# Thanstein
Thanstein är en kommun och ort i Landkreis Schwandorf i Regierungsbezirk Oberpfalz i förbundslandet Bayern i Tyskland.
Kommunen ingår i kommunalförbundet Neunburg vorm Wald tillsammans med köpingarna Neukirchen-Balbini och Schwarzhofen samt kommunen Dieterskirchen.